# Jānis Reirs
Jānis Reirs (Riga, 23 de septiembre de 1961) es un político y empresario letón, miembro del partido Unidad. Ministro de Finanzas de Letonia desde noviembre de 2014, en representación del partido Unidad. Fue diputado durante las legislaturas VIII, IX, X, XI y XII del Saeima.